# Quintessence of Dust
Quintessence of Dust is de veertiende aflevering van het twaalfde seizoen van de televisieserie ER, die voor het eerst werd uitgezonden op 9 februari 2006.

## Verhaal
Dr. Clemente en zijn vriendin Jodie brengen samen de tijd door in een motel. Dan verschijnt ineens de man van Jodie, Bobby waar zij van wil scheiden, en het samenzijn eindigt in een schietpartij waarbij Bobby Jodie en dr. Clemente neerschiet. Dr. Clemente raakt hierbij licht gewond en Jody wordt levensgevaarlijk gewond naar de SEH gebracht waar de doktoren moeten vechten voor haar leven. De politie komt voor de verklaring van dr. Clemente, zij geloven niet dat Bobby dit gedaan heeft en verdenken dr. Clemente van de schietpartij. Jody moet geopereerd worden en na de operatie leeft zij nog maar blijft in een coma. Dr. Clemente hoopt dat zij snel ontwaakt om zo zijn naam te zuiveren. 
Dr. Lockhart en dr. Kovac moeten wachten op de uitslag van een belangrijke test op hun ongeboren baby. 
Dr. Rasgotra is begonnen met haar studie chirurgie en merkt al snel dat zij weer vooraan moet beginnen met haar studie. 
Dr. Pratt heeft zichzelf opgegeven voor een liefdadigheidsveiling waarin vrijgezelle mannen worden aangeboden voor een veiling. Als hij eenmaal op het podium staat ontstaat er een biedingoorlog, tot zijn teleurstelling is de winnaar een man. 
Dr. Barnett heeft een patiënt die dakloos is, later ontdekt hij dat hij vroeger een bekende muzikant was. Hij probeert hem te overtuigen om de aangeboden hulp te aanvaarden van zijn dochter. 

## Rolverdeling

### Hoofdrollen
- Goran Višnjić - Dr. Luka Kovac
- Maura Tierney - Dr. Abby Lockhart
- Mekhi Phifer - Dr. Gregory Pratt
- Parminder Nagra - Dr. Neela Rasgrota
- Shane West - Dr. Ray Barnett
- Scott Grimes - Dr. Archie Morris
- Laura Innes - Dr. Kerry Weaver
- Leland Orser - Dr. Lucien Dubenko
- John Leguizamo - Dr. Victor Clemente
- Dahlia Salem - Dr. Jessica Albright
- Noah Wyle - Dr. John Carter
- Linda Cardellini - verpleegster Samantha Taggart
- Dominic Janes - Alex Taggart
- Yvette Freeman - verpleegster Haleh Adams
- Deezer D - verpleger Malik McGrath
- Laura Cerón - verpleegster Chuny Marquez
- Brian Lester - ambulancemedewerker Brian Dumar
- Abraham Benrubi - Jerry Markovic
- Troy Evans - Frank Martin

### Gastrollen (selectie)
- Mary McCormack - Debbie
- Callie Thorne - Jodie Kenyon
- Lou Beatty jr. - Dexter Jenkins
- Shea Whigham - Bobby Kenyon
- Ned Bellamy - rechercheur
- Michelle Anne Johnson - Sarah Irving
- Tricia Donohue - Jill
- Lacey Kohl - date van dr. Pratt